# Reprezentacja Czech w piłce siatkowej kobiet

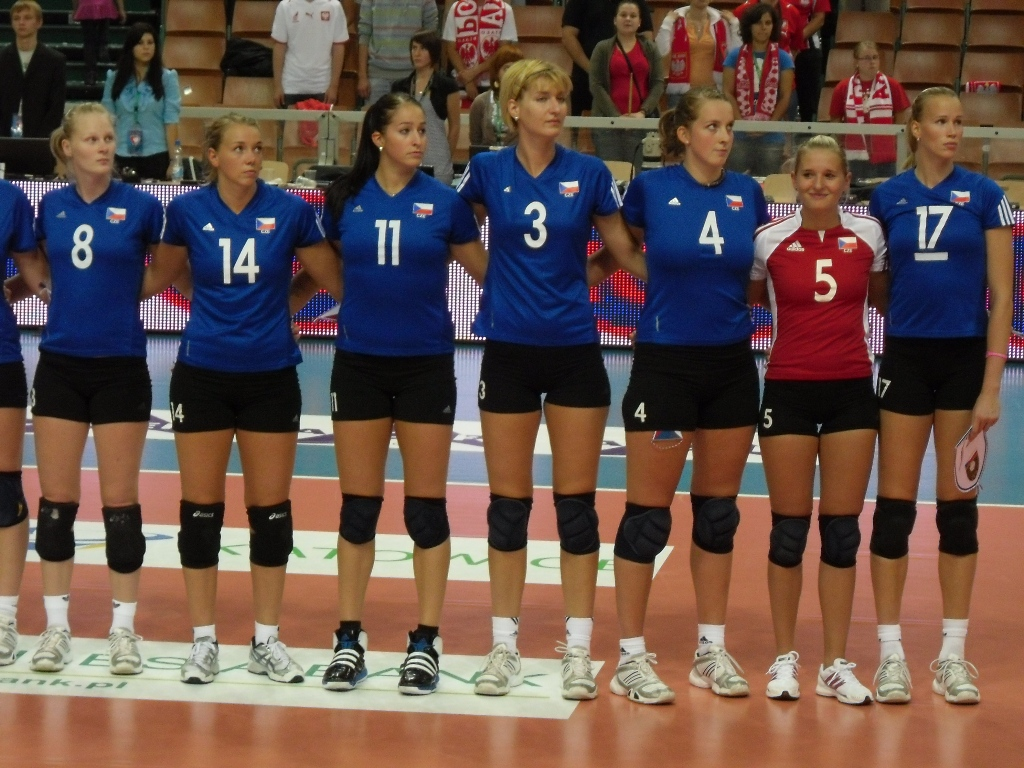
Reprezentantki Czech na Memoriale Agaty Mróz-Olszewskiej w 2010 roku, od lewej: Šárka Melichárková nr 8, Lucie Mühlsteinová nr 14, Michaela Jelínková nr 11, Kristýna Pastulová nr 3, Aneta Havlíčková nr 4, Julie Jášová nr 5, Ivana Plchotová nr 17

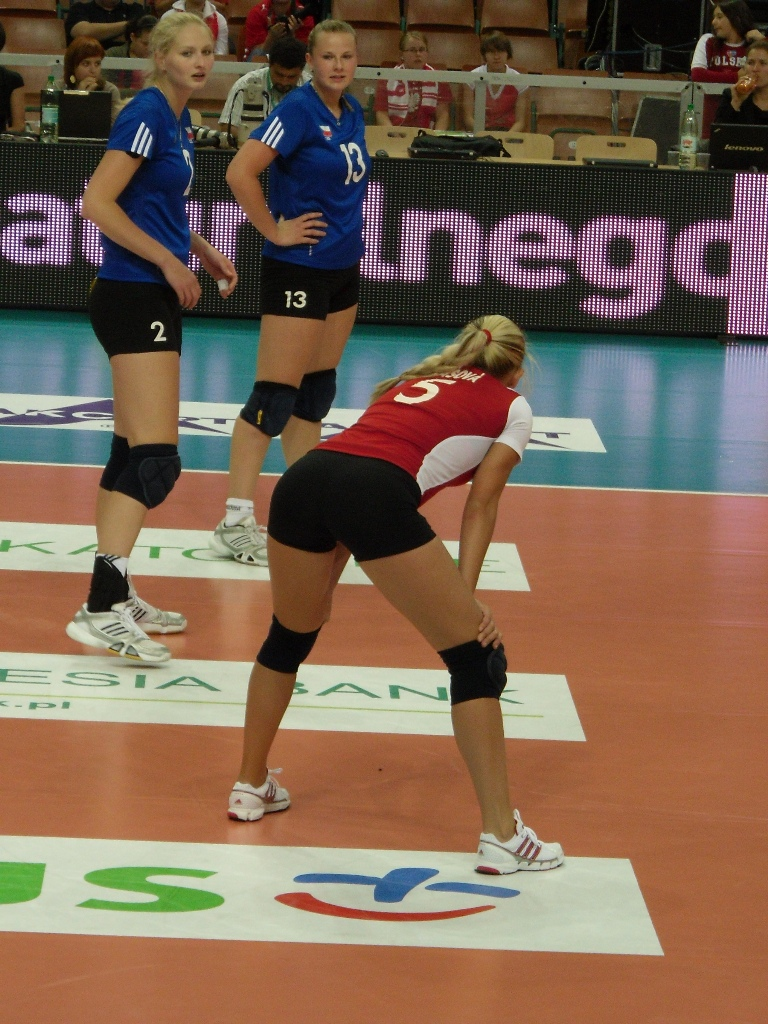
Reprezentantki Czech na Memoriale Agaty Mróz-Olszewskiej w 2010 roku, od lewej: Šárka Barborková nr 2, Tereza Vanžurová nr 13

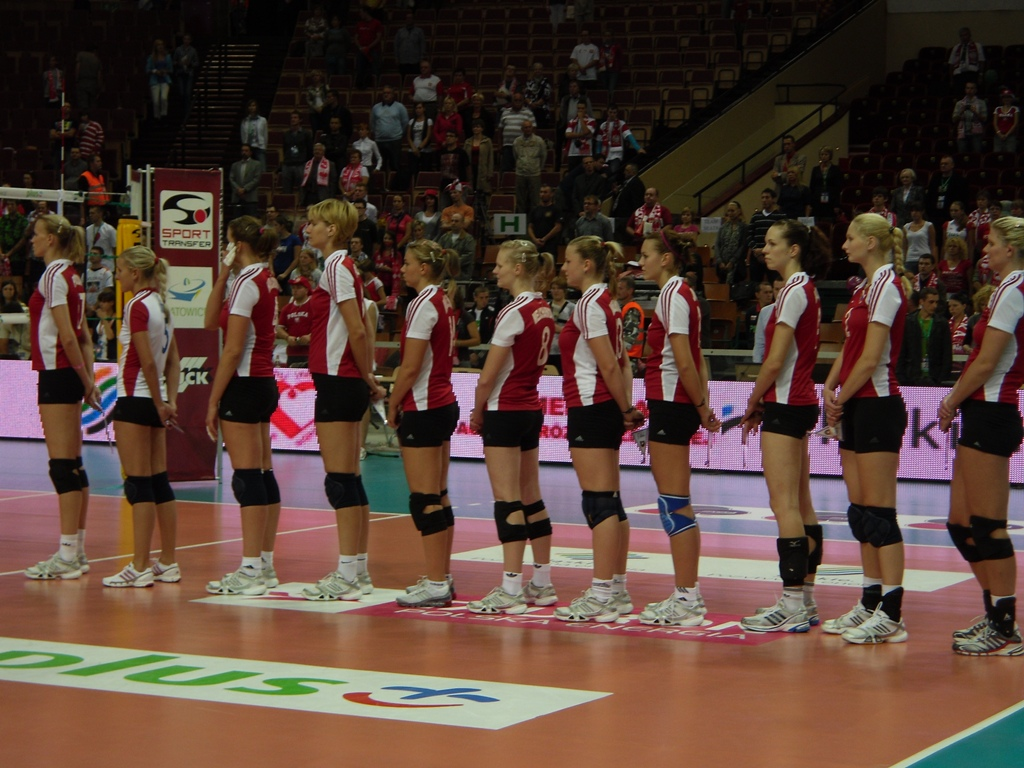
Reprezentantki Czech na Memoriale Agaty Mróz-Olszewskiej w 2010 roku

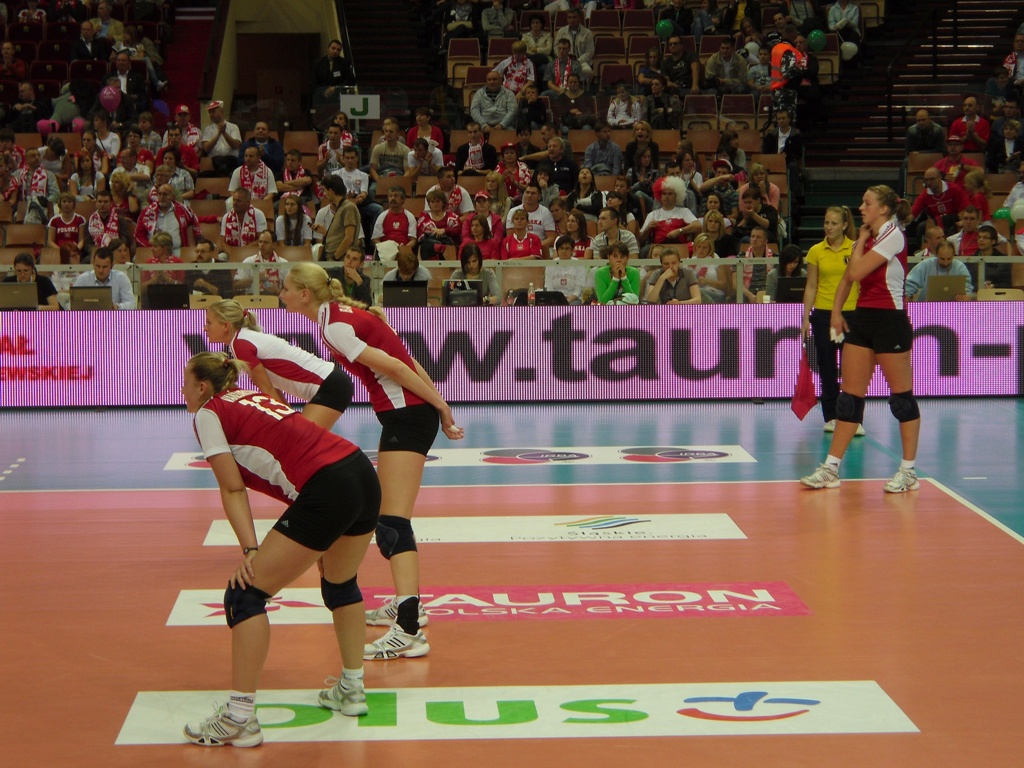
Reprezentantki Czech na Memoriale Agaty Mróz-Olszewskiej w 2010 roku

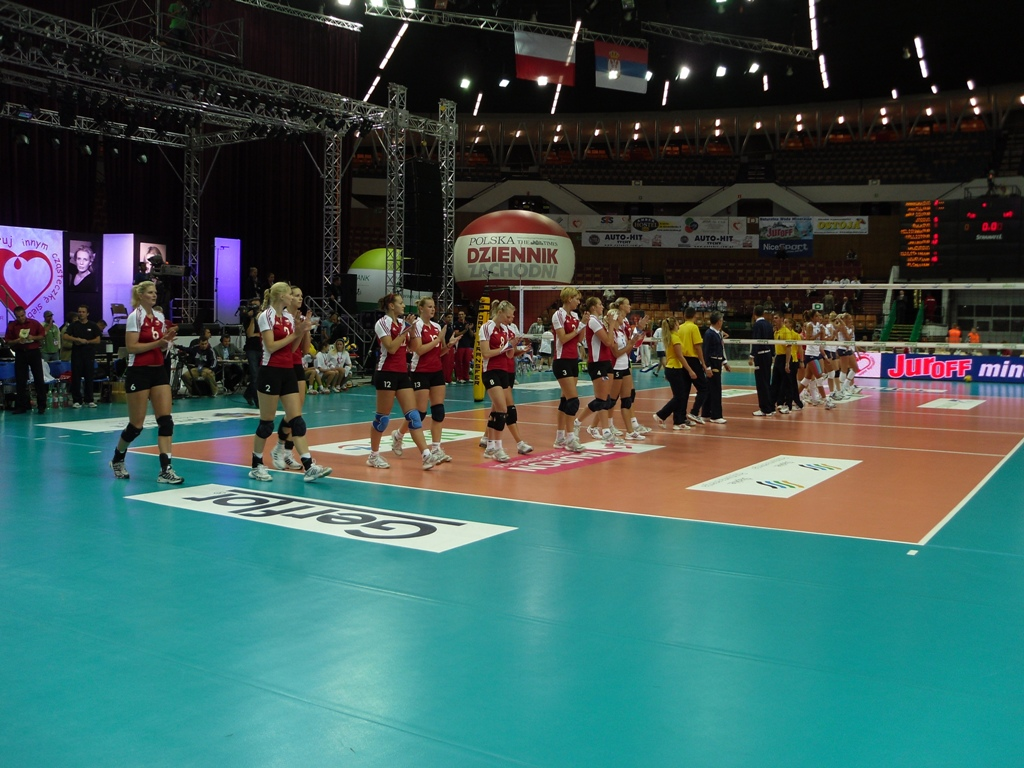
Reprezentantki Czech na Memoriale Agaty Mróz-Olszewskiej w 2010 roku

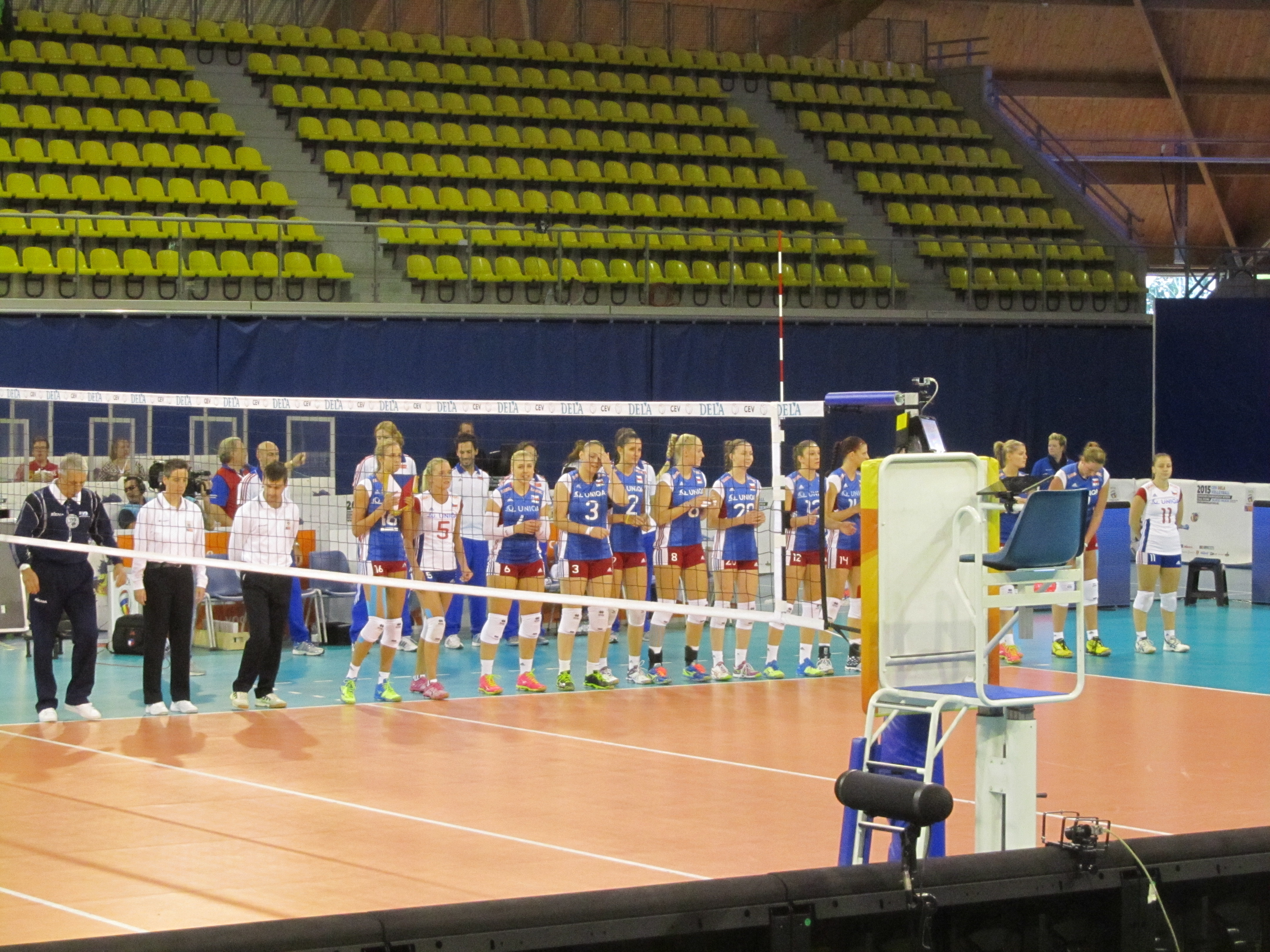
Reprezentacja Czech na Mistrzostwach Europy 2015

Reprezentacja Czech w piłce siatkowej kobiet – narodowa reprezentacja tego kraju, reprezentująca go na arenie międzynarodowej.
Siatkarska drużyna Czech jest sukcesorem tradycji reprezentacji Czechosłowacji.
W 3 tygodniu Ligi Narodów 2025 rozgrywanym w holenderskim Apeldoorn reprezentacja Czech podejmowała kadrę narodową Turcji.W trzecim secie Turczynki z Czeszkami wygrały 25:4, ostatecznie reprezentacja Czech wygrała mecz 3:1. Taki wynik w danym secie jest obecnie nowym rekordem nie tylko rozgrywek Ligi Narodów, ale także wszystkich oficjalnych turniejów pod egidą FIVB w XXI wieku.

## Trenerzy
| Lata      | Imię i nazwisko    |
| --------- | ------------------ |
| 2005–2009 | Táňa Krempaská     |
| 2010–2011 | Jiří Šiller        |
| 2012–2015 | Carlo Parisi       |
| 2016      | Alexander Waibl    |
| 2017–2018 | Zdeněk Pommer      |
| 2019–     | Janis Atanasopulos |

## Osiągnięcia
Mistrzostwa Świata:
- 1952, 1960

Mistrzostwa Europy:
- 1955
- 1949, 1958, 1971, 1993
- 1950, 1967, 1987, 1997

Liga Europejska:
- 2012, 2019
- 2022[6], 2024[7]
- 2018

## Udział i miejsca w imprezach (jako Czechy)

### Mistrzostwa Świata
| Rok  | Kraj             | Miejsce      |
| ---- | ---------------- | ------------ |
| 1994 | Brazylia         | 9. miejsce   |
| 1998 | Japonia          | brak udziału |
| 2002 | Niemcy           | 19. miejsce  |
| 2006 | Japonia          | brak udziału |
| 2010 | Japonia          | 15. miejsce  |
| 2014 | Włochy           | brak udziału |
| 2018 | Japonia          | brak udziału |
| 2022 | Polska/ Holandia | 18. miejsce  |
| 2025 | Tajlandia        |              |

### World Grand Prix
| Rok  | Kraj              | Miejsce      |
| ---- | ----------------- | ------------ |
| 1993 | Hongkong          | brak udziału |
| 1994 | Chiny             | brak udziału |
| 1995 | Chiny             | brak udziału |
| 1996 | Chiny             | brak udziału |
| 1997 | Japonia           | brak udziału |
| 1998 | Hongkong          | brak udziału |
| 1999 | Chiny             | brak udziału |
| 2000 | Filipiny          | brak udziału |
| 2001 | Makau             | brak udziału |
| 2002 | Hongkong          | brak udziału |
| 2003 | Włochy            | brak udziału |
| 2004 | Włochy            | brak udziału |
| 2005 | Japonia           | brak udziału |
| 2006 | Włochy            | brak udziału |
| 2007 | Chiny             | brak udziału |
| 2008 | Japonia           | brak udziału |
| 2009 | Japonia           | brak udziału |
| 2010 | Chiny             | brak udziału |
| 2011 | Makau             | brak udziału |
| 2012 | Chiny             | brak udziału |
| 2013 | Japonia           | 14. miejsce  |
| 2014 | Japonia           | 22. miejsce  |
| 2015 | Stany Zjednoczone | 15. miejsce  |
| 2016 | Tajlandia         | 18. miejsce  |
| 2017 | Chiny             | 16. miejsce  |

### Mistrzostwa Europy
| Rok  | Kraj                                 | Miejsce      |
| ---- | ------------------------------------ | ------------ |
| 1995 | Holandia                             | 10. miejsce  |
| 1997 | Czechy                               | 3. miejsce   |
| 1999 | Włochy                               | brak udziału |
| 2001 | Bułgaria                             | 11. miejsce  |
| 2003 | Turcja                               | 11. miejsce  |
| 2005 | Chorwacja                            | brak udziału |
| 2007 | Belgia/ Luksemburg                   | 9. miejsce   |
| 2009 | Polska                               | 10. miejsce  |
| 2011 | Serbia/ Włochy                       | 8. miejsce   |
| 2013 | Niemcy/ Szwajcaria                   | 10. miejsce  |
| 2015 | Holandia/ Belgia                     | 11. miejsce  |
| 2017 | Gruzja/ Azerbejdżan                  | 12. miejsce  |
| 2019 | Polska/ Słowacja/ Turcja/ Węgry      | brak udziału |
| 2021 | Serbia/ Bułgaria/ Chorwacja/ Rumunia | 15. miejsce  |
| 2023 | Włochy/ Niemcy/ Belgia/ Estonia      | 8. miejsce   |

### Liga Europejska
| Rok  | Miasto                    | Miejsce      |
| ---- | ------------------------- | ------------ |
| 2009 | Kayseri                   | brak udziału |
| 2010 | Ankara                    | brak udziału |
| 2011 | Stambuł                   | 4. miejsce   |
| 2012 | Karlowe Wary              | 1. miejsce   |
| 2013 | Warna                     | brak udziału |
| 2014 | Bursa Rüsselsheim am Main | brak udziału |
| 2015 | Érd Izmir                 | brak udziału |
| 2016 | Nitra Baku                | brak udziału |
| 2017 | Helsinki Iwano-Frankiwsk  | brak udziału |
| 2018 | Budapeszt                 | 3. miejsce   |
| 2019 | Alexandria                | 1. miejsce   |
| 2021 | Ruse                      | 4. miejsce   |
| 2022 | Orlean                    | 2. miejsce   |
| 2023 | Piatra Neamț Lund         | 3-4. miejsce |
| 2024 | Ostrawa                   | 2. miejsce   |